# Ayla Halit Kazım
Ayla Halit Kazım, född 1934, är en cypriotisk politiker.
Hon var den första kvinna som valdes till Cyperns parlament (1963). 